# Distretto di Pilcuyo
Il distretto di Pilcuyo è uno dei cinque distretti della provincia di El Collao, in Perù. Si trova nella regione di Puno e si estende su una superficie di 157 chilometri quadrati.

Istituito il 11 dicembre 1961, ha per capitale la città di Pilcuyo; nel censimento 2005 si contava una popolazione di 16.784 unità.